# 1-nonanamina
La 1-nonanamina o n-nonilamina es una amina primaria con fórmula molecular C9H21N.

## Propiedades físicas y químicas
A temperatura ambiente, la 1-nonanamina es un líquido incoloro, o ligeramente amarillo, con el característico olor de las aminas.
Solidifica a -1 °C y hierve a 200 °C (temperatura 24 °C más alta que la de la 1-octanamina pero 17 °C más baja que la de la 1-decanamina).
Prácticamente insoluble en agua —apenas 1 g/L— su solubilidad es mucho mayor en disolventes hidrófobos (logP = 3,59). Al igual que otras alquilaminas, es menos densa que el agua (ρ = 0,784 g/cm³), aunque su densidad es ligeramente superior a la de su isómera tripropilamina. Es un compuesto inflamable que alcanza su punto de inflamabilidad a 62 °C, siendo su temperatura de autoignición 385 °C.
Esta amina es sensible al aire e incompatible con dióxido de carbono así como con oxidantes fuertes.

## Síntesis y usos
La 1-nonanamina puede sintetizarse por hidrogenación a 90 °C de nonanonitrilo utilizando como catalizador níquel Raney basificado y cromo. Esta amina puede también obtenerse a partir de la reducción de la amida correspondiente —nonanamida— utilizando una combinación de dos catalizadores de hierro.
A su vez, la 1-nonanamina es precursora de aminas más complejas, como N-bencil-N-metil-N-nonilamina o N-bencilnonan-1-amina, así como de la nonilurea.
La 1-nonanamina se ha empleado, como gas reactivo, en el análisis de aminas biogénicas —espermidina, espermina, putrescina y cadaverina— por espectrometría de movilidad iónica.
En ese mismo contexto, esta amina ha sido utilizada para la determinación de nitritos y nitratos en aguas naturales mediante cromatografía de intercambio iónico.

## Precauciones
La 1-nonamina es un compuesto corrosivo que puede ocasionar quemaduras en la piel y daños en los ojos.
Es una sustancia nociva para el medio ambiente; extremadamente tóxica para organismos acuáticos, puede provocar efectos adversos a largo plazo en el medio acuático.